# Liv Westphal
Liv Westphal est née le 22 décembre 1993 à Milan, en Italie. Elle est la fille de Bertrand Westphal, universitaire, et de Grazia Bellano. Elle a grandi à Limoges, où elle s’est installée avec ses parents à l’âge de quatre ans. Elle réside à Valence (Espagne) depuis juin 2018.
Elle parle couramment français, anglais, italien et espagnol. Elle est titulaire de la double nationalité française et italienne.
Ancienne athlète professionnelle française, sponsorisée par l’équipementier Puma, elle était spécialiste des courses de fond (5 000m, 10 000m, route, cross-country). Elle détient trois records de France espoirs d'athlétisme ainsi que les records de France du 5 000 mètres en salle et du 10 km sur route (record égalé par Sarah Madeleine le 5 janvier 2025 lors de la course de 10 km de la Prom’Classic de Nice). 
Étudiante à Boston College de septembre 2011 à mai 2018, elle est titulaire d’un bachelor en sciences de la communication, d'un master de gestion d’entreprise et d'un master en Langues romanes. En 2023, elle a obtenu un master en management du sport délivré par la RCS MediaGroup Academy à Milan.
En 2014, elle a été élue "Cross Country Performer of the Year" de la Atlantic Coast Conference. En NCAA, elle a été trois fois "All-American". Elle a integré le "BC Varsity Club Hall of Fame" le 7 octobre 2022.

## Carrière

### Débuts chez les jeunes (2010 - 2015)
Championne de France cadette du 3 000 mètres en 2010, elle se classe onzième des championnats d'Europe juniors de 2011, sur la distance du 5 000 mètres.
En 2012, elle termine douzième de la course junior des championnats d'Europe de cross, et onzième du 3 000 m des championnats du monde juniors.
En 2013, elle se classe sixième en catégorie espoirs des championnats d'Europe de cross. Initialement cinquième du 5 000 m des championnats d'Europe espoirs, elle reclassée troisième de la course en mars 2017 à la suite de la disqualification de Gamze Bulut et de Tsehainesh Tsale.   
En décembre 2014, à Boston, elle établit un nouveau record de France en salle du 5 000 m en le portant à 15 min 31 s 62.
En 2015, toujours à Boston mais cette fois sur 3 000 mètres, elle réalise 9 min 8 s 99 et établit ainsi un nouveau record de France en salle du 3 000 mètres espoirs. Trois mois plus tard, lors des championnats ACC en mai 2015 à Tallahassee, elle réalise 33 min 42 s 3 lors du premier 10 000 mètres de sa carrière et établit un troisième record de France espoirs.
La même année, elle remporte le titre du 5 000 mètres des championnats d'Europe espoirs, à Tallinn et établit un nouveau record de France en plein air du 5 000 mètres espoirs en 15 min 28 s 71 lors du Grand Prix de Londres. En octobre, elle prend part au premier 10 km sur route de sa carrière lors du Tufts Health Plan 10K for Women de Boston, où elle réalise 33 min 26 s et établit un cinquième record de France espoirs.

### Carrière chez les séniors à partir de 2015

#### Saison 2015
À la fin de l'année 2015, elle intègre l'équipe de France sénior pour les championnats d'Europe de cross 2015 à Hyères et contribuera à assurer à la sélection française la médaille de bronze par équipes.

#### Saison 2016
En se classant 9e à Chia en 2016 , elle s'impose comme la leader de cette équipe de France de cross-country.

#### Saison 2017
Pour son retour aux championnats de France, Liv décroche le titre sur le 5 000m le 14 juillet 2017 à Marseille.

#### Saison 2018
Le 14 janvier 2018, elle abaisse son record personnel sur 10 km sur route à 32 min 35 à Valence (Espagne). Elle parvient à conserver son titre sur le 5 000m des championnats de France à Albi et se classe 16e à Tilburg lors des championnats d'Europe de cross-country.

#### Saison 2019
Le 10 mars 2019, elle devient championne de France élite de cross-country à Vittel. Trois semaines plus tard, elle se classe 22ème des Championnats du monde de cross-country à Aarhus. Le 6 juillet, elle décroche la médaille de bronze à la Coupe d'Europe du 10 000 mètres à Londres en 32 min 02 38 s, avant de remporter quelques jours plus tard la finale du 5000 m des Championnats de France d'athlétisme.
Le 8 décembre, elle se classe cinquième des championnats d'Europe de cross à Lisbonne, soit sa meilleure performance en carrière dans cette compétition et le meilleur résultat d'une Française depuis 2013.
Le 29 décembre, elle bat le record de France du 10 km sur route en 31 min 15 s en terminant quatrième de la Corrida de Houilles. La Française, qui n'était pourtant pas venue pour un chrono, améliore de 5 secondes le record que détenait Clémence Calvin depuis 2018, et pulvérise son record personnel qui était de 32 min 35 s.

#### Saison 2020
Liv Westphal bat un nouveau record de France le 16 février 2020 à Monaco en courant le 5 km sur route en 15 min 31 s, effaçant la précédente marque qui était de 16 min 34 s.
Pour beaucoup, elle est «la figure de proue de la nouvelle vague tricolore»

#### Saison 2024
En avril 2024, elle met fin à sa carrière en raison d’une blessure qui l’empêche de s’exprimer pleinement depuis août 2020.

### International
| Date | Compétition                                | Épreuve      | Lieu              | Résultat |
| ---- | ------------------------------------------ | ------------ | ----------------- | -------- |
| 2013 | Championnats d'Europe espoirs d'athlétisme | 5 000m       | Tampere           | 3e       |
| 2013 | Championnats d'Europe de cross-country     | Espoir       | Belgrade          | 6e       |
| 2015 | Championnats d'Europe espoirs d'athlétisme | 5 000m       | Tallinn           | 1er      |
| 2015 | Championnats d'Europe de cross-country     | Équipe       | Hyères            | 3e       |
| 2016 | Championnats d'Europe de cross-country     | Individuelle | Chia              | 9e       |
| 2017 | Championnats d'Europe par équipes          | 5 000m       | Villeneuve d'Ascq | 4e       |
| 2017 | Championnats d'Europe par équipes          | Équipe       | Villeneuve d'Ascq | 3e       |
| 2018 | Jeux méditerranéen                         | 5 000m       | Tarragone         | 4e       |
| 2019 | Championnats du monde de cross-country     | Individuelle | Aarhus            | 22e      |
| 2019 | Championnats d'Europe de cross-country     | Individuelle | Lisbonne          | 5e       |
| 2019 | Championnats d'Europe par équipes          | 5 000m       | Bydgoszcz         | 4e       |
| 2019 | Championnats d'Europe par équipes          | Équipe       | Bydgoszcz         | 3e       |
| 2019 | Coupe d'Europe du 10 000m                  | 10 000m      | Londres           | 4e       |

### National
| Date | Compétition                             | Épreuve      | Lieu          | Résultat |
| ---- | --------------------------------------- | ------------ | ------------- | -------- |
| 2010 | Championnats de France cadettes         | 3 000m       | Niort         | 1er      |
| 2017 | Championnats de France                  | 5 000m       | Marseille     | 1er      |
| 2018 | Championnats de France                  | 5 000m       | Albi          | 1er      |
| 2019 | Championnats de France                  | 5 000m       | Saint-Etienne | 1er      |
| 2019 | Championnats de France de cross-country | Individuelle | Vittel        | 1er      |

## Records
| Épreuve            | Performance                 | Lieu     | Date             |
| ------------------ | --------------------------- | -------- | ---------------- |
| 5 000 m            | 15 min 28 s 71 (RF espoirs) | Londres  | 25 juillet 2015  |
| 5 000 m (en salle) | 15 min 31 s 62 (RF)         | Boston   | 6 décembre 2014  |
| 3 000 m (en salle) | 9 min 8 s 99 (RF espoirs)   | Boston   | 13 février 2015  |
| 10 000 mètres      | 32 min 2 s 50               | Londres  | 6 juillet 2019   |
| 5 km sur route     | 15 min 31                   | Monaco   | 15 février 2020  |
| 10 km sur route    | 31 min 15 s (RF)            | Houilles | 29 décembre 2019 |